# Bulgarische Eishockeyliga 1992/93
Die Saison 1992/93 war die 41. Spielzeit der bulgarischen Eishockeyliga, der höchsten bulgarischen Eishockeyspielklasse. Meister wurde zum insgesamt siebten Mal in der Vereinsgeschichte der HK Slawia Sofia.

## Modus
In der Hauptrunde absolvierte jede der fünf Mannschaften insgesamt 20 Spiele. Die beiden Erstplatzierten der Hauptrunde qualifizierten sich für das Meisterschaftsfinale. Für einen Sieg erhielt jede Mannschaft zwei Punkte, bei einem Unentschieden gab es einen Punkt und bei einer Niederlage null Punkte.

## Hauptrunde
|    | Klub             | Sp | S  | U | N  | Tore    | Punkte |
| -- | ---------------- | -- | -- | - | -- | ------- | ------ |
| 1. | HK Lewski Sofia  | 20 | 16 | 1 | 3  | 218:47  | 33     |
| 2. | HK Slawia Sofia  | 20 | 16 | 1 | 3  | 162:54  | 33     |
| 3. | Metallurg Pernik | 20 | 9  | 0 | 11 | 137:133 | 18     |
| 4. | HK ZSKA Sofia    | 20 | 7  | 0 | 13 | 87:116  | 14     |
| 5. | Akademik Sofia   | 20 | 1  | 0 | 19 | 36:290  | 2      |

Sp = Spiele, S = Siege, U = unentschieden, N = Niederlagen, OTS = Overtime-Siege, OTN = Overtime-Niederlage, SOS = Penalty-Siege, SON = Penalty-Niederlage

## Finale
- HK Lewski Sofia – HK Slawia Sofia 2:3/1:4